# Żeglarstwo na Letnich Igrzyskach Olimpijskich 2024
Żeglarstwo na Letnich Igrzyskach Olimpijskich 2024 rozgrywane było w dniach 28 lipca – 8 sierpnia 2024 w Marsylii.
Zawody zostały rozegrane w 10 klasach: 4 klasach męskich (Laser (ILCA 7), iQFoil (windsurfing), FormułaKite, 49er), 4 klasach żeńskich (Laser Radial (ILCA 6), iQFoil (windsurfing), FormułaKite, 49erFX) oraz 2 klasach mieszanych (470, Nacra 17). Każdy z krajów mógł wystawić jedną łódkę w każdej klasie.

## Wyniki

### Mężczyźni
| Konkurencja:             | Złoto:                                  | Srebro:                                         | Brąz:                                       |
| IQFoil (szczegóły)       | Tom Reuveny                             | Grae Morris                                     | Luuc van Opzeeland                          |
| 49er (szczegóły)         | Hiszpania Diego Botín · Florián Trittel | Nowa Zelandia Isaac McHardie · William McKenzie | Stany Zjednoczone Ian Barrows · Hans Henken |
| ILCA 7 (szczegóły)       | Matthew Wearn                           | Pavlos Kontides                                 | Stefano Peschiera                           |
| Formuła Kite (szczegóły) | Valentin Bontus                         | Toni Vodišek                                    | Maximilian Maeder                           |

### Kobiety
| Konkurencja:             | Złoto:                                     | Srebro:                                | Brąz:                                   |
| IQFoil (szczegóły)       | Marta Maggetti                             | Sharon Kantor                          | Emma Wilson                             |
| 49erFX (szczegóły)       | Holandia Odile van Aanholt · Annette Duetz | Szwecja Vilma Bobeck · Rebecca Netzler | Francja Sarah Steyaert · Charline Picon |
| ILCA 6 (szczegóły)       | Marit Bouwmeester                          | Anne-Marie Rindom                      | Line Flem Høst                          |
| Formuła Kite (szczegóły) | Ellie Aldridge                             | Lauriane Nolot                         | Annelous Lammerts                       |

### Zawody mieszane
| Konkurencja:         | Złoto:                               | Srebro:                                   | Brąz:                                        |
| Nacra 17 (szczegóły) | Włochy Ruggero Tita · Caterina Banti | Argentyna Mateo Majdalani · Eugenia Bosco | Nowa Zelandia Micah Wilkinson · Erica Dawson |
| 470 (szczegóły)      | Austria Lara Vadlau · Lukas Mähr     | Japonia Keiju Okada · Miho Yoshioka       | Szwecja Anton Dahlberg · Lovisa Karlsson     |

## Tabela medalowa
| Miejsce | Państwo   | Złoto | Srebro | Brąz | Razem |
| 1       | Holandia  | 2     | 0      | 2    | 4     |
| 2       | Austria   | 2     | 0      | 0    | 2     |
| 2       | Włochy    | 2     | 0      | 0    | 2     |
| 4       | Australia | 1     | 1      | 0    | 2     |
| 4       | Izrael    | 1     | 1      | 0    | 2     |
| ------- | --------- | ----- | ------ | ---- | ----- |